# Gilbertaster
Genre
Gilbertaster est un genre d'étoiles de mer qui appartient à la famille des Goniasteridae.

## Liste d'espèces
Selon World Register of Marine Species (10 janvier 2015) :
- Gilbertaster anacanthus Fisher, 1906 -- Nouvelle-Zélande
- Gilbertaster caribaea (Verrill, 1899) -- Caraïbes

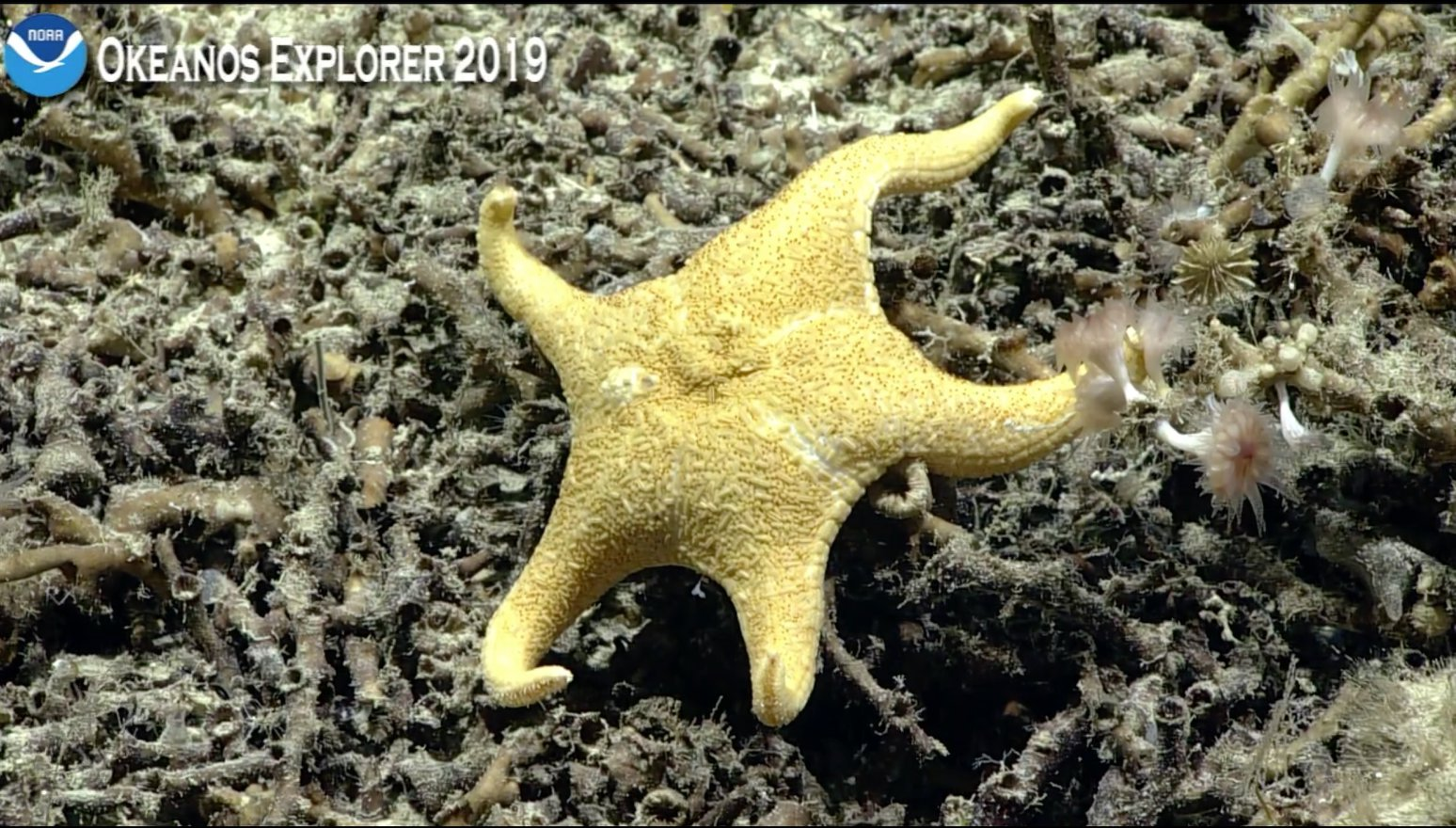
Gilbertaster caribaea
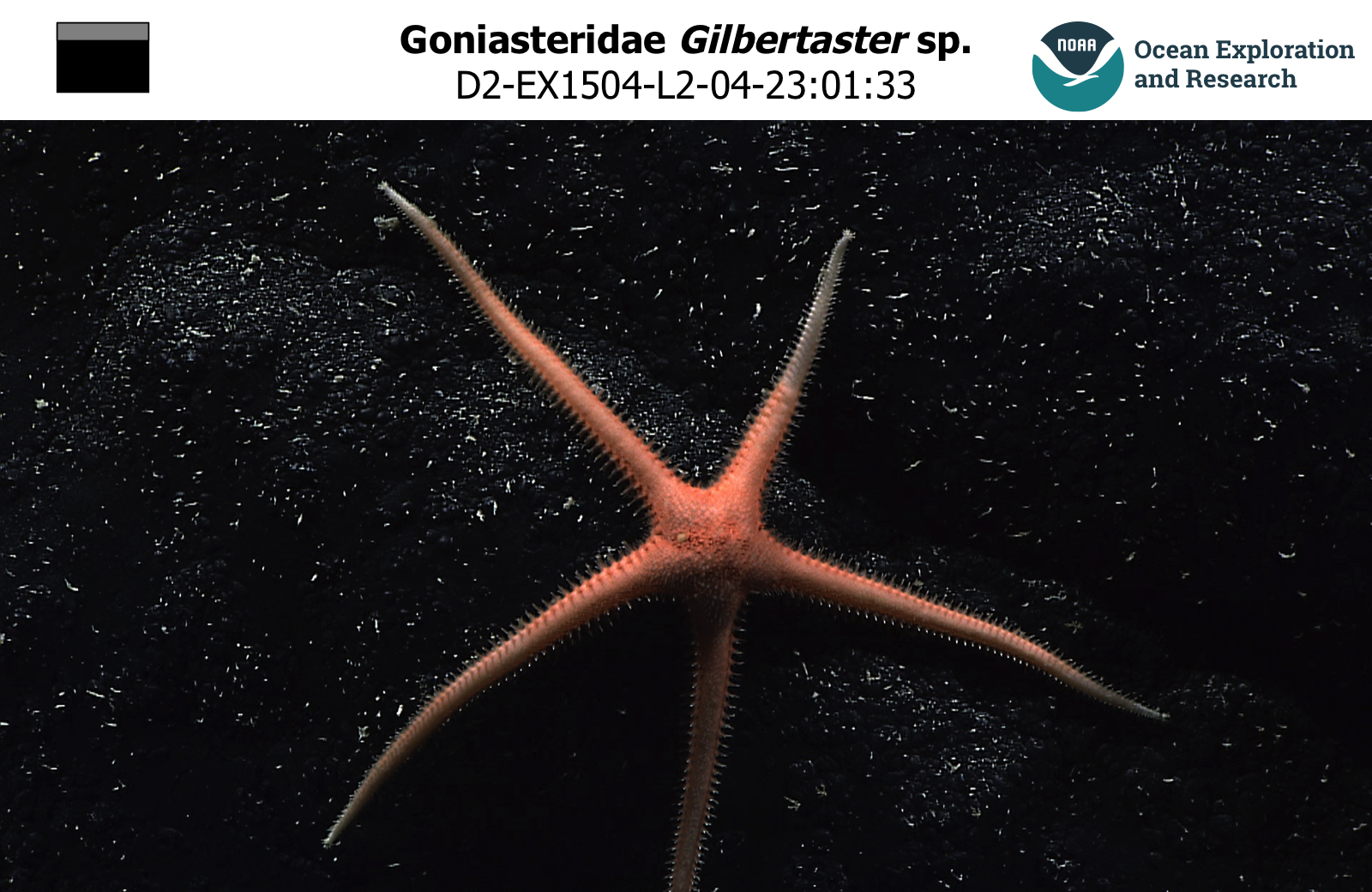
Une Gilbertaster sp. photographiée entre 2000 et 3 000 m de profondeur par la mission Okeanos Explorer.